# Partido Nacionalista Vasco en Navarra
El Partido Nacionalista Vasco se encuentra presente oficialmente en la Comunidad Foral de Navarra desde 1906, año en el que se inauguró su primera sede navarra. Entre 2004 y 2011, el PNV estuvo integrado en la coalición Nafarroa Bai (NaBai). Desde el año 2011 forma parte de Geroa Bai (GBai).

## Sabino Arana y la Gamazada

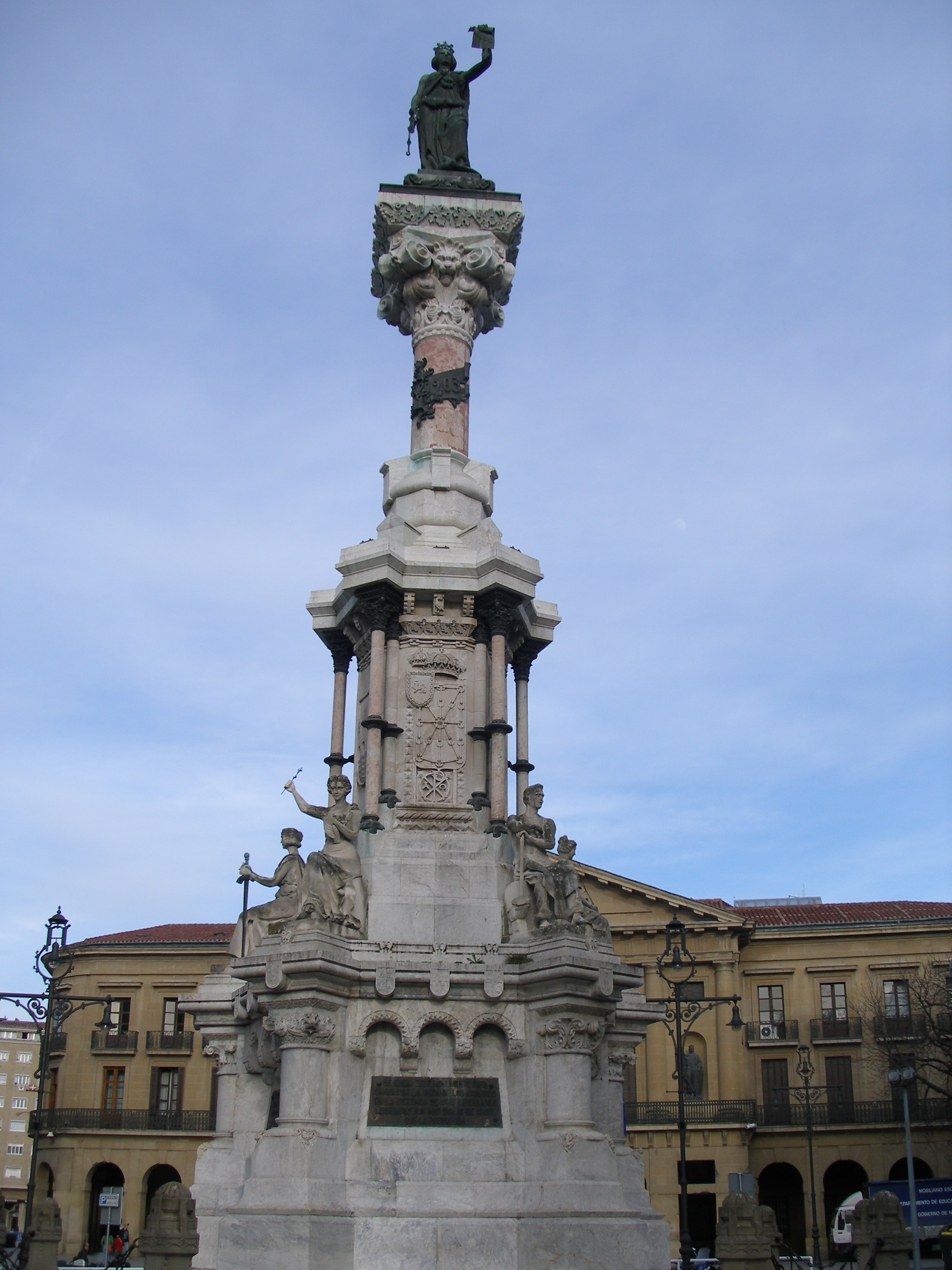
Monumento a los Fueros en Pamplona, realizado tras la Gamazada.

El contexto histórico de Navarra, que se caracterizaba por ser una sociedad eminentemente agraria y rural, no se asemejaba al de la industrial Vizcaya en la que Sabino Arana pronunciaría en 1893 su Discurso de Larrazabal y su grupo fundaría en 1895 el Partido Nacionalista Vasco.
Los aranistas asistieron en febrero de 1894 a la manifestación convocada en Pamplona en protesta por el proyecto del ministro de Hacienda Germán Gamazo de subir las contribuciones de Navarra (la Gamazada). La delegación jeltzale, invitada por la Diputación Foral de Navarra, portaba un estandarte alusivo a su ideología (Luis Arana, hermano de Sabino Arana, en un artículo del semanario nacionalista Amayur explicó que ese estandarte, realizado en una mesa del histórico Café Iruña, sito en la Plaza del Castillo de Pamplona por Juana de Irujo, no fue la actual ikurriña, aunque sí que constaba ya de una cruz de San Andrés roja sobre fondo blanco, con un lema bilingüe: "Jaun-Goikua eta Lagi-Zarra. Bizkaitarrak agur eiten deutse Naparrei" - "Dios y Ley Vieja. Bizkaya saluda a Navarra"; aunque la actual ikurriña tiene fondo rojo y la cruz de San Andrés es verde, se considera ese estandarte como un diseño primigenio de lo que sería la bandera nacionalista tricolor, que ondearía meses después por primera vez en la sede del partido). Los nacionalistas recibieron una cálida recepción, según describieron en los artículos publicados en su órgano de expresión Bizkaitarra, en los que se alababa la patriótica defensa que los navarros hacían de sus leyes. Arana intervino ante la Diputación con las siguientes palabras:

En nombre de los vizcaínos aquí presentes, y aun pudiera decir de todos los vizcaínos, porque todos están con Navarra, y en nombre también del periódico Bizkaitarra, del cual soy el director, saludo respetuosamente y felicito con entusiasmo a la Diputación Foral de Navarra, por su patriótica actitud y su heroica campaña enfrente de los injustos planes del Gobierno español, y le ruego dé, de nuestra parte, un fuerte abrazo al pueblo navarro, al pueblo patriota, al pueblo hermano del nuestro, al pueblo muy querido de nuestro corazón.

De vuelta en Bilbao, Arana redactó un mensaje de felicitación que finalizaba así "¡Viva Navarra! ¡Viva Euskeria unida!". Arana además repetidamente insistió en la idea de que la consecución del objetivo nacionalista no debía llevar los mismos tiempos y estrategias en todos los territorios y que, siendo él vizcaíno, no era quien para inmiscuirse en los asuntos de Navarra.
Arana estuvo acompañado en sus jornadas navarras por Daniel Irujo (Arana había coincidido en el colegio de los jesuitas de Orduña con Daniel Irujo, que posteriormente, tras estudiar en Deusto, se establecería profesionalmente en Bilbao, siendo el abogado personal de Arana en los procesos judiciales de 1895 y 1902). La importante familia navarra Irujo-Aranzadi, algunos de cuyos miembros habían participado en la formación de la Asociación Euskara de Navarra, una asociación foralista y vasquista, de carácter protonacionalista vasco, tendría un papel muy importante en el devenir del nacionalismo vasco en Navarra.

## Origen y expansión del PNV en Navarra
El Partido Nacionalista Vasco inició su actividad en Navarra a partir de 1903 coincidiendo con la primera expansión del partido, bajo la dirección de Luis Arana. La expansión del PNV en Álava y Navarra era débil, estando fundamentalmente circunscrita a sus capitales. En 1906 el PNV apoyó la creación de la escuela seráfica del dominico Evangelista de Ibero en Estella que comenzaría a impartir clases de euskera y en 1907, el delegado del PNV, Oyarzun, junto con Manuel Aznar, creó el primer batzoki del partido en Echalar. En 1910 se fundó el primer centro vasco en Pamplona y se comenzó a editar Napartarra (1911-1919). La creación del Napar Buru Batzar (NBB) en 1912 permitió completar la organización interna del PNV en las cuatro provincias (BBB, GBB, ABB y NBB) y la creación del Consejo Nacional (Euzkadi Buru Batzar, EBB). Aunque en 1911 se había creado Solidaridad de Obreros Vascos (SOV), el sindicato no tuvo implantación inicialmente en Navarra. Pamplona era el lugar de mayor implantación del partido. En 1917, el partido, que había cambiado el nombre a Comunión Nacionalista Vasca, poseía tres concejales en Pamplona y al año siguiente se llegó a los ocho ediles, obteniendo además su primer diputado, Manuel de Aranzadi, por el distrito de Pamplona. Aranzadi revalidaría su escaño en otras tres ocasiones, en 1919, 1920 y 1923. Entre 1920 y 1923, Aranzadi, que se declaraba contrario al independentismo, fue el único diputado nacionalista en las Cortes Españolas.
A principios de los años veinte, Comunión en Navarra inició un acercamiento hacia los "jaimistas" (una de las ramas carlistas, tradicionalista, corporativista, regionalista y con cierta preocupación social, siempre dentro del corporativismo) y ultimaron una alianza electoral con ellos, denominada Alianza Foral, que controló el ayuntamiento de Pamplona y la Diputación Foral entre 1921 y 1923, con un programa de defensa de la religión y reintegración foral plena. El periódico nacionalista La Voz de Navarra consigue ser, aunque a distancia del Diario de Navarra, el segundo periódico de Navarra, por delante del El Pensamiento Navarro.
La escisión de Aberri apenas contó con apoyo en Navarra, circunscribiéndose básicamente a Vizcaya.
La progresión de Comunión es cortada de raíz por la dictadura de Primo de Rivera del año 1923 al 1930, que eliminó los partidos políticos.

## La Segunda República
Hasta 1920 Comunión poseía diez organizaciones municipales en las principales localidades navarras de la zona media y norte (Pamplona, Estella, Tafalla, Cáseda, Urroz, Aoiz, ...). En 1931 el partido poseía 86 organizaciones, con implantación además en el sur de Navarra (Corella, Cascante, Tudela...) y 22 secciones femeninas.
En noviembre de 1930 se produjo la reunificación del nacionalismo vasco en la Asamblea de Vergara: Comunión y Aberri confluyeron en el de nuevo denominado Partido Nacionalista Vasco. Sin embargo, un pequeño grupo reformista no aceptó la unificación, propugnando una renovación ideológica de carácter laico y abierta a la alianza con las izquierdas no nacionalistas, y fundó Acción Nacionalista Vasca. Ninguno de estos acontecimientos tuvo repercusión en Navarra, al carecer prácticamente de apoyo Aberri en Navarra y no conseguirlo tampoco ANV, a pesar de que algunos dirigentes navarros procedentes de la Comunión influyeron en la creación de ANV. Sin embargo, ante la debilidad del nacionalismo en Navarra, la mayoría de dirigencia y militancia navarra optó por continuar en el PNV y no dar el salto a ANV.
Durante el periodo republicano, el nacionalismo vasco en Navarra iba a vivir una época convulsa, fruto de las malas relaciones del nacionalismo vasco y las derechas navarristas. Se dio la paradoja de que el nacionalismo en Navarra, uno de los más débiles de las provincias vasco-navarras, fue poco influyente en la vida del partido. No así uno de sus dirigentes, Manuel Irujo, perteneciente a la nueva generación de dirigentes que, junto a personalidades como Juan Ajuriaguerra o José Antonio Aguirre, tomaron el control del partido en la Asamblea de Tolosa de 1932, logrando una renovación organizativa, con la aprobación de un nuevo reglamento de organización, política, con la labor parlamentaria de los diputados del PNV en pro de un estatuto para el País Vasco, y, en menor medida, ideológica, del partido, desde su integrismo inicial a posiciones más cercanas a la democracia cristiana. Irujo fue también uno de los dirigentes peneuvistas que más destacaron durante el periodo republicano en la lucha política y parlamentaria por la consecución del Estatuto de autonomía. Durante todo el periodo republicano sobresale también la labor del secretario del NBB, Ramón de Goñi Nagore, quien además era el administrador de La Voz de Navarra.
De cara a las elecciones municipales de abril de 1931, los nacionalistas vascos, como en el resto del País Vasco-Navarro, se presentaron en solitario. En Pamplona, el bloque de derechas había sobrepasado a la Conjunción Republicano-Socialista (por 7.547 a 6.538, con 2.762 votos para el PNV, encabezado por Aranzadi), lo que se tradujo en 17 concejales para el bloque de derechas y 12 para los republicano-socialistas, sin representación nacionalista. Sin embargo, las elecciones fueron impugnadas y se repitieron el 31 de mayo del mismo año. Aranzadi, presidente del NBB, decidió no concurrir en las nuevas elecciones, sin dar su apoyo a ninguna candidatura. Los resultados dieron un resultado opuesto al de abril (6.997 votos del bloque de derechas frente a los 8.645 de la Conjunción), con 13 concejales de derechas y 15 republicano-socialistas. Este hecho causó un hondo malestar en el bloque de derechas. El influyente Diario de Navarra acusó a los nacionalistas de haber votado a la candidatura de izquierdas.
Las elecciones constituyentes de 1931 se afrontaron con una alianza entre el tradicionalismo y el nacionalismo vasco, con un programa autonomista y clerical, buscando la consecución de un estatuto de autonomía para el País Vasco-Navarro de carácter foralista, antirrepublicano y clerical, el "Estatuto de Estella", que le salvaguardase de "anticlericalismo republicano". El Estatuto de autonomía venía alentado por un movimiento municipalista liderado por el PNV. Sin embargo, la consecución de la alianza en Navarra fue extremadamente dificultosa. Los nacionalistas de Navarra se negaron a aliarse con la derecha como defendían los medios eclesiásticos y había pactado la dirección del PNV. De hecho, el NBB llegó a presentar una lista exclusivamente nacionalista, encabezada por Manuel Aranzadi, e incluyendo a otros dirigentes navarros como Santiago Cunchillos o Manuel Irujo. Sin embargo, la dirección del partido no aceptó las medidas de los navarros, y forzó a retirar la lista, eliminando de la candidatura a Aranzadi. Las negociaciones entre derecha navarrista, jaimistas y nacionalistas llegó a una fórmula de compromiso:

Los suscritos se comprometen a constituir la coalición católico-fuerista para la defensa de los altos intereses de la Iglesia, la plena reintegración foral y el Estatuto que Navarra apruebe.

El pacto impuesto por el EBB consiguió incluir un único representante en la candidatura católico-fuerista (que no varió sobre la previa al pacto más que este único caso): el alcalde de Guecho José Antonio Aguirre, líder del movimiento municipalista por la autonomía, que sería posteriormente el primer lehendakari. Este compromiso causó gran malestar en la dirigencia navarra. Aranzadi dimitió de su puesto de presidente del NBB y miembro del EBB en septiembre, en tanto que Cunchillos se dio de baja del partido. Los resultados de las elecciones fueron inmejorables en las provincias vascas y Navarra. Las candidaturas católico-fueristas obtuvieron 15 de los 24 de los diputados en juego (cinco de los siete escaños navarros), resultando Aguirre elegido diputado por Navarra (también lo fue por Vizcaya-provincia, renunciando a este último escaño).
Con estas fuerzas mayoritarias se había acordado el "Estatuto de Estella", avalado por la presencia de 480 de los 528 ayuntamientos vasco-navarros. Las denominadas "enmiendas de Azpeitia", que introducían una serie de modificaciones que pretendían impedir la aplicación de la legislación laicista de la República, como el concordato con la Santa Sede del futuro Estado vasco (motivo por el que fue visto por las fuerzas republicanas y de izquierdas como un intento de instaurar "una Gibraltar Vaticanista", en palabras de Indalecio Prieto), y el hecho de que el Estatuto fuese inconstitucional, de acuerdo con la Constitución aprobada en diciembre de 1931, hicieron naufragar el Estatuto en las Cortes españolas. Un día antes de la aprobación de la Constitución, el gobierno de la República emitía un decreto abriendo el nuevo proceso estatutario, encomendando la dirección del proceso a las Comisiones Gestoras de las diputaciones provinciales. Socialistas y republicanos se mostraban ahora partidarios de la autonomía.
El PNV aceptó participar en el nuevo proceso estatutario. Las derechas, eliminada la posibilidad de utilizar el estatuto como dique para la defensa de la religión y el orden social, perdieron el interés en la tramitación de un nuevo estatuto. Este rechazo tuvo especiales consecuencias en Navarra, donde tradicionalistas y derecha católica eran más fuertes. Estos lograron el abandono de Navarra del Estatuto en la polémica Asamblea de municipios que tuvo lugar el 19 de junio de 1932 en Pamplona. Desde entonces, solo las tres provincias vascas seguirían la senda estatutaria.
Tras la ruptura con la derecha navarrista y tradicionalistas, ambas opciones se disputarían el electorado católico, con un evidente predominio de las primeras. En las elecciones legislativas de 1933, el PNV en Navarra se presentó en solitario, presentando cinco candidatos para ocupar los puestos destinados a las mayorías: Manuel Irujo, José Antonio Aguirre, Serapio Esparza, Julio Echaide y Félix Izco. Los candidatos del PNV obtuvieron en torno al 9% de los votos sin conseguir representación (los siete escaños de Navarra fueron "copados" por el bloque de derechas, cuyos candidatos obtuvieron entre el 40 y el 60% de los votos, con el PSOE en segundo lugar con en torno al 13-14% y el PNV en tercero). Irujo y Aguirre serían elegidos diputados pero por otras circunscripciones (Irujo por Guipúzcoa y Aguirre por Vizcaya-provincia). Los resultados del PNV en Navarra contrastaron con los obtenidos en las provincias vascas, en las que obtuvo doce de los 17 escaños en juego (incluso en Álava habían obtenido representación).
En las elecciones legislativas de 1936, el PNV se presentó de nuevo en solitario en Navarra, con un único candidato, Manuel Irujo, y un programa de defensa de la autonomía, la reintegración foral, destacando la labor realizada por Irujo en el Parlamento como portavoz oficioso del nacionalismo vasco en Navarra. Sin embargo, Irujo fue el candidato menos votado, obteniendo solo un 9,5% de los votos (por un 72% de porcentaje medio del Bloque de Derechas y 22% del Frente Popular). De nuevo Irujo resultó elegido por Guipúzcoa.
Durante la República, el PNV vivió en una constante crisis, no solo política, sino también económica (debido al déficit que arrastra La Voz de Navarra). Esta crisis es no solo interna sino también entre el NBB y el EBB radicado en Bilbao. Es constante la alusión de los dirigentes navarros, de forma privada, al "centralismo vizcaíno" y al "sucursalismo navarro".

## La Guerra Civil
A pesar de las informaciones que disponía el partido sobre la preparación de la sublevación, el hecho cierto es que la sublevación sorprendió a los jeltzales, que ese mismo día 18 de julio de 1936 habían previsto una reunión del EBB, su máximo órgano, en Pamplona. Los miembros del BBB se encontraban en San Sebastián camino de la reunión en Pamplona. Las noticias de la sublevación y la situación en la capital navarra desaconsejaron el desplazamiento a la capital navarra, por lo que los dirigentes del PNV se salvaron de ser apresados. A la reunión, solo asistieron finalmente los miembros del BBB y del GBB. Pocos días antes de la sublevación, el 15 de julio, el alcalde nacionalista de Estella, Fortunato Aguirre, tuvo conocimiento de una reunión entre los generales Mola y Batet en el monasterio de Irache, por la que Batet quería conseguir que Mola desistiese de seguir con la conspiración. Aguirre apostó guardias municipales armados en los alrededores del monasterio, esperando que el gobernador civil autorizase la detención de Mola y sus acompañantes. Sin embargo, el gobernador civil, tras consultar con el presidente del Gobierno, Santiago Casares Quiroga, ordenó levantar el cerco.
El mismo día 18, los diputados Irujo y Lasarte lanzaron desde Radio San Sebastián un mensaje de apoyo al legítimo gobierno republicano, proclamando su fidelidad como diputados, no en representación del PNV, "a la encarnación legítima de la soberanía popular representada en la República". El EBB reunido en San Sebastián desautorizó a Lasarte e Irujo y preparó en la tarde del 18 de julio una declaración que no llegó a ser publicada. Durante la noche, los miembros del BBB, que acababan de volver de San Sebastián, se reunieron en la sede de Euzkadi en Bilbao, y en contacto telefónico con otros dirigentes del PNV, entre ellos Irujo, en San Sebastián, prepararon una nota a favor de la República y en contra de la sublevación que se publicó, sin firma, en Euzkadi el día 19.
En Pamplona, los militantes del PNV confiaban en la lealtad al gobierno republicano de José Rodríguez-Medel, máximo mando de la Guardia Civil, que entonces tenía su comandancia en la sede de la Cámara de Comptos. Tras el asesinato de dicho alto mando a manos de los propios agentes sublevados del instituto armado en la tarde el 18 de julio, la violencia se apoderó de la capital. El día 19, los requetés clausuraron todas las sedes nacionalistas de Pamplona, el 20, los falangistas asaltaron las rotativas de la calle Zapatería, donde se editaba La Voz de Navarra, con cuyos medios comenzaron a editar Arriba España el 1 de agosto. El presidente del NBB, José Aguerre fue detenido también el día 20, en las rotativas de La Voz de Navarra. Otros militantes, como Aguirre, también fueron detenidos (sería fusilado en septiembre).
La actitud del PNV en Navarra ante la sublevación fue de "neutralidad". Según el historiador Juan de Iturralde, se realizó una reunión del NBB en la que se acordó mantenerse neutral en la contienda que se avecinaba, entendiéndolo como un conflicto ajeno. El 23 de julio de 1936, los periódicos de Navarra publicaron una nota del PNV con fecha del 20 de julio:

El Partido Nacionalista Vasco de Navarra hace pública declaración de que, dada su ideología fervientemente católica y fuerista, no se ha unido ni se une al Gobierno en la lucha actual, declinando en sus autores toda responsabilidad que se derive de la declaración de adhesión al Gobierno aparecida en la prensa, sobre la que podemos asegurar que no ha sido tomada por la Autoridad Suprema del Partido. Pamplona, 20 julio de 1936

Según Jaime Ignacio del Burgo, la nota había sido entregada el 20 de julio por una comisión del PNV al gobernador civil.
La postura del PNV es objeto de discusiones, especialmente en el campo político, pero en todo caso, hay consenso entre los historiadores en que dicha nota se publicó en el marco de las particulares circunstancias de Navarra, en la que había triunfado la sublevación y militantes y medios del PNV empezaban a sufrir la represión, la cual, sin embargo, fue muy inferior en grado a la sufrida por los partidos de izquierdas y republicanos.
El PNV dejó de operar a partir de entonces. La actitud de los militantes nacionalistas fue ambivalente. Muchos nacionalistas, por miedo o para demostrar su adhesión al nuevo régimen, ingresaron en el Requeté, si bien la mayor parte optaron por cubrir el frente de Somosierra y no enfrentarse a sus antiguos correligionarios en Guipúzcoa y Vizcaya. Otros, como Ramón de Goñi, mostraron una adhesión que se considera sincera. Otros militantes significados, como Manuel Aranzadi, que se había apartado de la dirección en 1931, pero seguía siendo militante, o Miguel Javier Urmeneta Ajarnaute, que llegaría a ser alcalde de Pamplona durante el franquismo, también se unieron a la causa franquista.

## La dictadura y el exilio (1936)

### La "red Álava"
Ajuriaguerra ordena a Luis de Alava, la creación de un grupo de activistas que realizaría tareas de espionaje y paso de fronteras. Dicho grupo, con sedes en Pamplona y Baztán, colaboraría con los servicios de inteligencia británicos entre agosto de 1937 y diciembre de 1940, siendo responsable de 71 pasos clandestinos de frontera, 1.242 documentos (boletines, revistas, prensa prohibida) y correspondencia de presos, sentencias, cartas de fusilados e información militar y entre otros del paso de frontera de diversos dirigentes del PNV como Francisco Javier de Landaburu.
Tras la ocupación de la sede parisina del Gobierno vasco en el exilio por el ejército alemán, se apoderaron también de toda su documentación, que fue entregada a la policía franquista, y la estructura del grupo quedó al descubierto. Inmediatamente se produjeron las detenciones y procesamiento de 21 personas (Luis Alava, Agustín Ariztia, Teresa Verdes, Patxi Lasa, Iñaki Barriola, Itziar Múgica, Felipe Oñatebia, Félix Ezcurdia, Rafael Gómez Jáuregui, Antonio Causo Molina, Rafael Goñí Latasa, Julián Arregui Garaigordóbil, Luis Cánovas Luengo, José Echeverría Artola, Inocencio Tolarechipi, Modesto Urbiola, Esteban y Bittori Echeverría, Delia Lauroba, Víctor González y Celestino Olaizaola), dictándose 19 penas de muerte en consejo de guerra por los tribunales militares de la época. Apelada la resolución, las penas fueron conmutadas por trabajos forzados de hasta treinta años a todos los integrantes del grupo menos a Luis de Alava que fue fusilado el 6 de mayo de 1943. Tras la derrota de las fuerzas del eje, Franco liberó en 1945 a los encarcelados.

### El "Aberri Eguna" de 1967 en Pamplona
Santiago Alonso impulsó junto con Ajuriaguerra la descabellada idea de celebrar en plena dictadura el "Aberri Eguna" (Día de la Patria Vasca) en Pamplona. El dispositivo policial no tuvo efecto alguno pues la gran mayoría de los congregados habían llegado de víspera a la capital navarra, pernoctando en diversas iglesias, peñas de San Fermín y domicilios particulares. En el acto celebrado en la céntrica Plaza del Castillo de la capital navarra se realizaron lanzamientos de cohetes pirotécnicos que desplegaban una ikurriña en el aire mientras descendían con paracaídas. El acto finalizó con una violenta carga de la policía armada que detuvo a 80 personas, siendo 20 de ellas procesadas. Los organizadores cifraron los asistentes en 30.000 y las fuentes oficiales en 600 personas. La manifestación fue grabada por tres cámaras de las cuales solo la situada en el número 1 de la calle San Nicolás registró lo sucedido y confirmaron la inverisimilitud de las cifras de asistencia ofrecidas por las fuerzas del orden. La película Los hijos de Gernika realizada desde el exilio en Caracas (Venezuela) por las juventudes del partido recogió algunas de sus imágenes.

## La Transición y la democracia (1975)
Desde la restauración de la democracia en España y a diferencia de lo ocurrido en la comunidad autónoma del País Vasco, el PNV no ha conseguido pasar de ser una fuerza minoritaria dentro de Navarra, no siendo nunca la opción más votada del conjunto de nacionalismo vasco.
Las primeras elecciones tras la dictadura hicieron surgir un amplio abanico de partidos. El Partido Nacionalista Vasco se presentó en Navarra dentro de sendas coaliciones, con resultados desiguales. Al Congreso lo hizo con otros partidos nacionalistas (según Iñaki Anasagasti por decisión de Carlos Garaikoetxea, líder navarro del PNV), Acción Nacionalista Vasca (ANV) y Partido Socialista Vasco (ESB-PSV), como Unión Autonomista de Navarra, con Garaikoetxea como cabeza de lista. La coalición electoral fue la quinta formación política en Navarra con algo más de 18 000 votos (6,99 %), por detrás de Unión de Centro Democrático (UCD), Partido Socialista Obrero Español (PSOE), UNAI y Alianza Foral de Navarra, quedando sin representación parlamentaria. En el Senado, el PNV siguió la estrategia de Frente Autonómico acordada por PNV y PSOE, como plataforma común de nacionalistas y socialistas vascos para defender en el proceso constituyente que se abría en España a partir de 1977 la concesión de un estatuto de autonomía al País Vasco y Navarra. No obstante, mientras que en las provincias vascas el Frente Autonómico triunfó en las elecciones, llevándose los tres senadores de cada provincia, en Navarra quedaron en segundo lugar, logrando aupar solo a uno de los candidatos, el histórico dirigente navarro del PNV Manuel Irujo.
Las primeras elecciones forales se celebraron en 1979. El PNV se presentó en la coalición Nacionalistas Vascos, de la que formaban parte, además del PNV, Euskadiko Ezkerra (EE), Euskal Sozialistak Elkartzeko Indarra (ESEI) y el Partido del Trabajo de España (PTE). Su cabeza de lista era el senador Manuel Irujo. La coalición obtuvo 12 845 votos (5,06%) y tres escaños (el sobrino de Manuel Irujo, Peio Irujo, fue un importante dirigente del partido en esta etapa). Nacionalistas Vascos fue la sexta fuerza del parlamento, por detrás de Herri Batasuna, que fue la formación mayoritaria del nacionalismo vasco.
En las elecciones siguientes de 1983, acudiendo en solitario obtuvo también 3 parlamentarios forales, gracias a los 18.169 votos obtenidos (6,88%). En esta ocasión fue la quinta fuerza política, también por detrás de Herri Batasuna, aunque por delante de Auzolan y Euskadiko Ezkerra.
Por su parte, en las elecciones generales, el PNV, en solitario, había obtenido 21 305 votos (8,42 %) en 1979 (al Senado se presentó como Unidad Navarra - Nafarroa Batua, con Herri Batasuna, EE y PTE) y 16 363 votos (5,49 %) en 1982.

## La escisión (1986) y las coaliciones
La división interna del PNV produjo la escisión de Eusko Alkartasuna, lo cual conllevó un importante cambio para el EAJ-PNV navarro presidido en esa época por Carlos Clavería.
La crisis del PNV se agudizó en 1984 por diversos motivos, entre otros algunos meramente personales, como pudieran ser la rivalidad entre Xabier Arzalluz, presidente del partido, y Carlos Garaikoetxea, entonces lendakari del Gobierno Vasco, y por las divergencias en el desarrollo y aplicación de la Ley de Territorios Históricos en la Comunidad Autónoma del País Vasco. En el debate de aprobación de esta ley se había hecho visible la divergencia entre Garaikoetxea, partidario de subordinar las diputaciones forales a las instituciones de la comunidad autónoma, y los diputados generales de Vizcaya y Álava, a los que apoyó la dirección del PNV, que apoyaban un modelo sustentado por diputaciones fuertes, con gran autonomía. 
La crisis que llevó a la escisión de Eusko Alkartasuna (EA) del partido matriz comenzó en Navarra, al negarse la ejecutiva navarra y sus tres parlamentarios forales a apoyar un pacto del PNV con "Coalición Popular" y Unión del Pueblo Navarro para cerrar el paso del socialista Gabriel Urralburu a la presidencia navarra. En mayo de 1984, la dirección del PNV disolvía toda la organización navarra, dejando fuera del partido a sus casi mil militantes. Esta dura medida disciplinaria perseguía también segar el apoyo del partido en Navarra a Garaikoetxea. En diciembre de ese año, la Asamblea Nacional del PNV retiró su confianza a Garaikoetxea, por lo que tuvo que dimitir, siendo elegido José Antonio Ardanza como lendakari. 
La crisis se alargó hasta septiembre de 1986, cuando los expulsados navarros, la Junta Municipal de Vitoria y la mayoría de los afiliados del PNV en Guipúzcoa se agruparon bajo el liderazgo de Garaikoetxea en Eusko Alkartasuna. Numerosas sedes antes del PNV en Navarra pasaron a EA, reduciendo el PNV su espacio electoral a menos del 1% en los siguientes comicios forales de 1987 (2.661 votos, 0,96%, siendo la undécima fuerza política) en los que EA liderado por el ex lendakari, Carlos Garaikoetxea, obtuvo 4 escaños y 19.840 votos (7,10%), situándose como quinta fuerza política de la comunidad foral. En las elecciones legislativas de 1986, poco antes de la creación de EA, que no se presentó, el PNV obtuvo apenas 4.935 votos (1,81%).

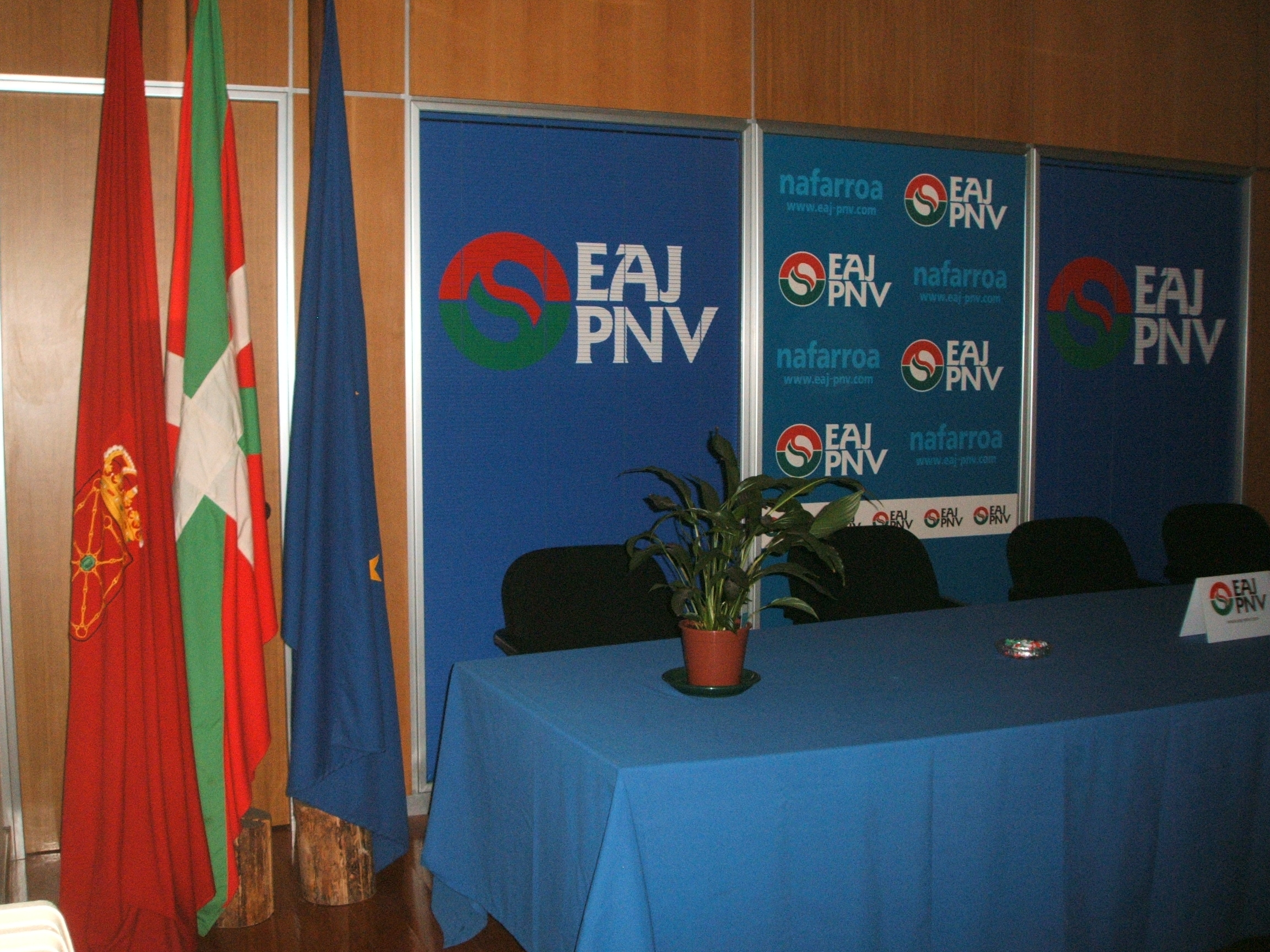
Actual sede del EAJ-PNV en Pamplona.

En las dos elecciones forales siguientes, se vio un progresivo descenso de EA con 15.170 votos (5,60%) en 1991 y 13.568 (4,66%) en los comicios de 1995, siendo la sexta fuerza política en el parlamento, con un estancamiento del PNV en torno al 1% de los votos (en 1995 se presentó con el nombre Nafarroa Abertzaleak). En la siguiente cita electoral foral (1999) el PNV se presentó en coalición con su escisión "Eusko Alkartasuna", sumando 16.512 sufragios (5,57%, séptima fuerza política) que le dieron derecho a tres parlamentarios y aumentando en igual unión a 22.727 votos en 2003 (7,61%) y sumando cuatro representantes forales, siendo la sexta fuerza en Navarra al ser ilegalizadas las opciones políticas de la izquierda abertzale vinculadas judicialmente a ETA.
José Antonio Urbiola presidió el partido en Navarra desde 1992 hasta 2004.

## Nafarroa Bai (2004)
El PNV, entonces presidido por Aguirrebengoa, fue uno de los integrantes de la coalición política Nafarroa Bai junto con EA, Aralar, Batzarre y sectores independientes de la sociedad navarra. Nafarroa Bai se presentó por primera vez a las elecciones generales en 2004, consiguiendo uno de los cinco diputados por Navarra,  la independiente Uxue Barkos que en 2008 revalidaría su cargo.
En las elecciones municipales y forales de 2007 Nafarroa Bai consiguió ser la segunda fuerza política en Navarra con 77 625 votos y 12 parlamentarios. El hipotético voto a las opciones ilegalizadas por su vinculación con ETA descendió a 18 096 votos. En un principio se especuló con la posibilidad de formar un gobierno progresista junto con el PSN-PSOE, tercera fuerza en esos comicios, pero finalmente, y por la oposición de la ejecutiva federal del partido, el PSN apoyó la candidatura de Sanz, de UPN.
A pesar de la existencia de la coalición NaBai, los partidos firmantes se presentaron en solitario en algunos municipios, conservando el PNV diversos concejales y alcaldías en Navarra.
Durante el año 2010 el partido conmemoró sus cien años en Navarra y, además, se desarrollaron diversos actos del programa a largo plazo Think Gaur del partido, que abordaron temáticas de actualidad tanto sociales, culturales como económicas y políticas, contando además con la colaboración de expertos no vinculados al propio partido.